# Перзенбойг-Готсдорф
Перзенбойг-Готсдорф (нім. Persenbeug-Gottsdorf) — ярмаркова комуна (нім. Marktgemeinde) в Австрії, у федеральній землі Нижня Австрія.

## Основні відомості

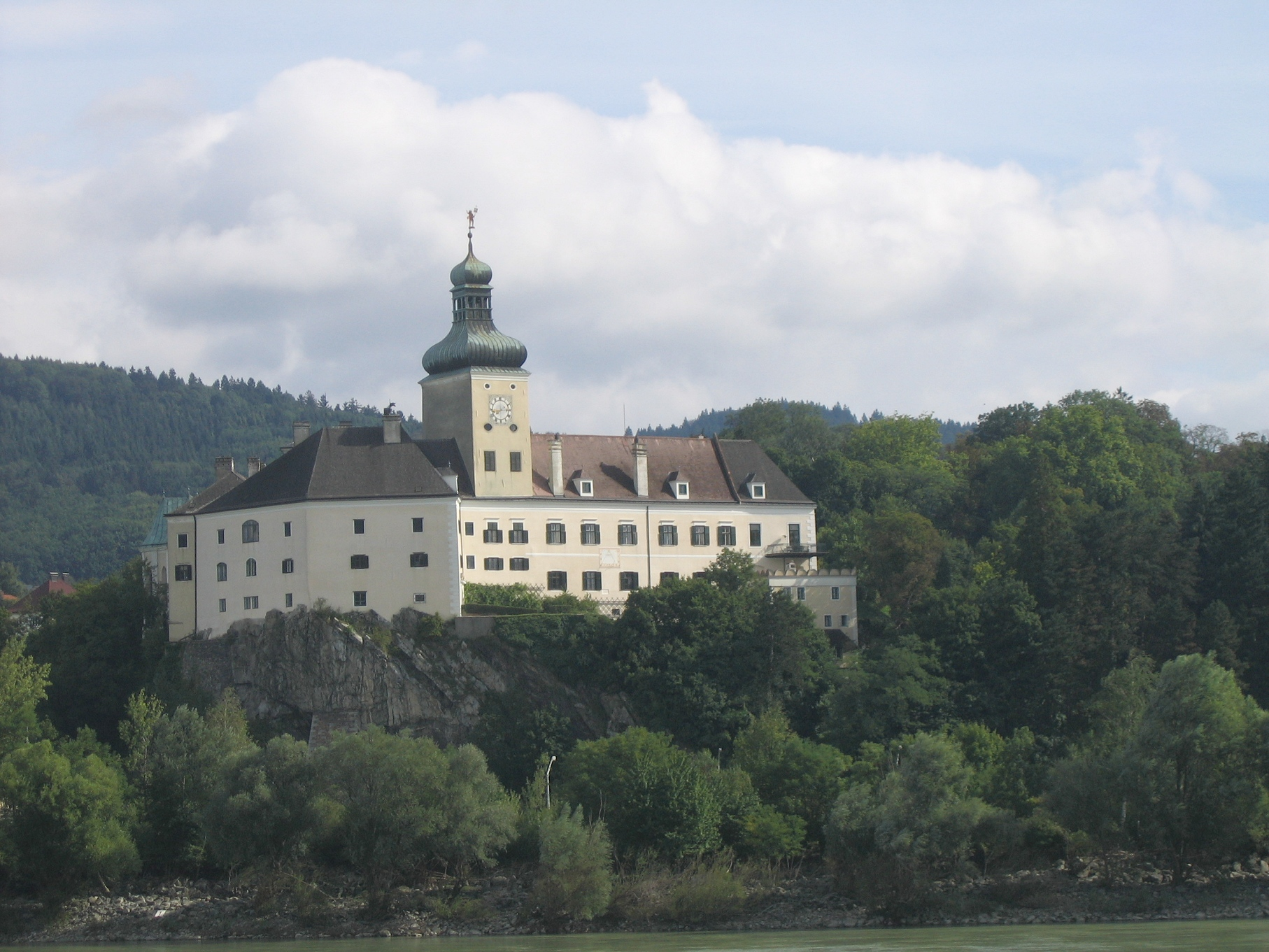
Замок Schloss Persenbeug

Містечко входить до складу округу Мельк. Кількість населення становить 2209 чоловік (за даними перепису станом на 31 грудня 2005 року). Займає площу 8,31 км². 
Пам’ятка — замок Перзенбойг, де народився останній австрійський імператор Карл I (1887—1922).

## Політична ситуація
Бургомістр комуни — Манфред Мітмассер (СДПА) посів цей пост за результатами виборів 2005 року.
Рада представників комуни (нім. Gemeinderat) включає 21 місце.
- СДПА займає 17 місць.
- АНП займає 4 місця.